# Еластичен фикус
Еластичните фикуси (Ficus elastica) са вид растения от семейство Черничеви (Moraceae).
Таксонът е описан за пръв път от британския хирург и ботаник Уилям Роксъбрг.

## Галерия
- Много култивирани сортове като Ficus elastica 'Robusta' са популярни стайни растения
- Пъстролистен фикус
- Черен фикус